# ザウバー・C12
ザウバー・C12 (Sauber C12) は、ザウバーが1993年のF1世界選手権に投入したフォーミュラ1カー。基本設計はハーベイ・ポスルスウェイト、彼が去った1992年以降レオ・レスが開発を主導。熟成にはスティーブ・ニコルズ、マイク・ガスコインも携わった。1993年の開幕戦から最終戦まで使用された。最高成績は4位。

## 概要
スポーツカー世界選手権（SWC）で強豪チームとして君臨してきたザウバーがF1参戦用に開発した最初のマシン。設計はティレルから加入したハーベイ・ポスルスウェイトに任されたが、1992年にポスルスウェイトはC12の基本設計を終えるとフェラーリに移籍。1992年開幕直前にフェラーリを離脱したスティーブ・ニコルズがザウバーに加入し、1992年中に行われた準備期間中のテスト・開発に携わったが、ニコルズは1992年末にはザウバーから離脱したため、グループC時代からザウバーのデザイナーだった元メルセデスのレオ・レスが後任を務め、以後のマシン開発・熟成を指揮した。ザウバーのファクトリーにはモノコックを自製できる規模の大型オートクレーブが備わっていたが、C12のモノコックは設計をチーム側で完了した後の製作実務をイギリス・サリー州のD.P.Sコンポーネンツ社に依頼された。なお、チームはSWC参戦時からアクティブサスペンションの開発テストを重ねていたのでC12での導入も検討されたが、国際自動車スポーツ連盟（FISA）による近い将来のハイテク禁止レギュレーションの内容次第で投資が無駄になるため、その発表の動向を見定めているとペーター・ザウバーがコメントし、搭載が見送られた。膨大な投資によりハイテク装置を備えているトップチームのマシンに比べるとC12はオーソドックスな造りだったが、トラクションコントロールとセミオートマチックトランスミッション（セミAT）は搭載されており、実戦的なパフォーマンスは高かった。
C12が好結果を生みだせた要因は、イルモア製V10（シーズン終盤は「ザウバーV10」と呼称）エンジンの軽量コンパクトな設計（V8のフォード・コスワース・HBエンジンより25mm短かった）と、その軽量であるという長所が運動性能の大きなメリットとなり、マシンの短所をカバーして他チームのハイテクマシンと戦える好循環になったのではないかと川井一仁は考察している。当時メルセデスがF1復帰を正式に表明していなかったため、スポーツカー時代に染められていたワークスカラーの銀色（シルバーアロー）ではなく黒1色のマシンで登場し、リアカウルに「Concept by Mercedes-Benz」の文字があるのみであった。なお、メルセデスが正式にF1参戦するのは1994年からである。なお、開発当初はメルセデスの主導で、C291用の180度V12エンジンを小改良したエンジンを搭載予定も、大きく幅広のエンジンサイズにポスルスウェイトが難色を示し採用を拒否。代わりのエンジンの自社開発が間に合わず、さらに社内からF1参戦中止論が沸き上がり、その影響で開発費が削減されてしまったことにより1993年用のエンジンの開発を断念。イルモアエンジンをメルセデスの資金提供により使用することとなった。
ドライバーはメルセデス・ベンツの若手ドライバー育成プログラム（メルセデス・ジュニアチーム）メンバーで前年にマーチでF1経験を積んだカール・ヴェンドリンガーと、スクーデリア・イタリアから移籍となるJ.J.レートを起用。ドライバー2名とも長身のため、コクピット内の居住性に配慮がされておりステアリングは当時まだ珍しかった上部をカットし、下部も円型ではなく直線的に成形された変形ステアリングが装着された。
1992年閉幕後のシーズンオフテストでは、ウィリアムズの2台に次ぐ3位・4位のタイムを安定して出すなど、既存の中堅チームより明らかに速かったためF1の台風の目となりうるだろうと各国で報じられた。ただし、セミATの信頼性アップは課題であり泣き所とされた。
実戦が始まると、開幕戦南アフリカGPで2台ともトップ10グリッドを獲得、決勝レースでもレートが5位入賞と初戦からポイント獲得に成功するなど速さを見せた。第2戦以降も予選トップ10グリッドの常連となったが、エンジンの信頼性が低く、シーズン中盤にリタイヤも多かった。それでも後半からヴェンドリンガーのドライビングで入賞を重ね、終わってみればコンストラクターズ7位とF1参戦初年度で健闘を見せた。

## スペック

### シャーシ
- シャーシ名 C12
- ホイールベース 2,920 mm
- 前トレッド 1,690 mm
- 後トレッド 1,610 mm
- マシン全長 4,450 mm
- 重量 505kg
- クラッチ ザックス
- ブレーキキャリパー ブレンボ
- ブレークディスク カーボンインダストリー
- タイヤ グッドイヤー

### エンジン
- エンジン名 イルモア2175B
- 気筒数・角度 V型10気筒・72度
- 排気量 3,500cc
- スパークプラグ NGK
- 燃料・潤滑油 エルフ

## 記録
| 年   | マシン | タイヤ | No. | ドライバー       | 1              | 2            | 3            | 4              | 5            | 6          | 7          | 8            | 9            | 10         | 11             | 12           | 13           | 14             | 15       | 16                 | ポイント | ランキング |
| ---- | ------ | ------ | --- | ---------------- | -------------- | ------------ | ------------ | -------------- | ------------ | ---------- | ---------- | ------------ | ------------ | ---------- | -------------- | ------------ | ------------ | -------------- | -------- | ------------------ | -------- | ---------- |
| 1993 | C12    | G      |     |                  | 南アフリカの旗 | ブラジルの旗 | イギリスの旗 | サンマリノの旗 | スペインの旗 | モナコの旗 | カナダの旗 | フランスの旗 | イギリスの旗 | ドイツの旗 | ハンガリーの旗 | ベルギーの旗 | イタリアの旗 | ポルトガルの旗 | 日本の旗 | オーストラリアの旗 | 12       | 7位        |
| 1993 | C12    | G      | 29  | ヴェンドリンガー | Ret            | Ret          | Ret          | Ret            | Ret          | 13         | 6          | Ret          | Ret          | 9          | 6              | Ret          | 4            | 5              | Ret      | 15                 | 12       | 7位        |
| 1993 | C12    | G      | 30  | レート           | 5              | Ret          | Ret          | 4              | Ret          | Ret        | 7          | Ret          | 8            | Ret        | Ret            | 9            | Ret          | 7              | 8        | Ret                | 12       | 7位        |